# Krijn Schippers
Krijn Schippers (Rotterdam, 21 februari 1884 – onbekend) was een Nederlands wegwielrenner die beroeps was tussen 1912 en 1915.

## Wielerloopbaan
Als lid van de net opgerichte Rotterdamse Rennersclub “De Pedaalridders” won Schippers in 1911 het Nederlands kampioenschap op de weg. Hij legde 160 km tussen Roermond en Nijmegen af in 27,437 kilometer per uur. In 1910 was hij ook al deelnemer en werd toen zevende.

## Belangrijkste overwinningen
1911
- Nederlands kampioenschap wielrennen op de weg, elite